# Hassan Bakhit Djamous
Hassan Bakhit Djamous, né en 1993, est un homme politique tchadien. Il est Ministre de l’Environnement, de la Pêche et du Développement durable depuis octobre 2024.

## Biographie
Hassan Bakhit Djamous nait en 1993, est juriste-fiscaliste. Il est diplômé d'un Master  en Droit des Finances Publiques et de la Fiscalité de l’université d’Aix-Marseille, ainsi qu'un Diplôme d’Études Supérieures Universitaires en droit douanier. Il a également obtenu une licence en Droit public à l’université Abdelmalek Essaâdi au Maroc.
Avant sa nomination ministérielle, il a occupé divers postes, notamment conseiller économique du Président de transition et directeur général adjoint des Impôts. Il est également actif dans le Mouvement Patriotique du Salut, où il a été secrétaire national chargé des finances et a fondé le Bureau Djamous, un groupe de soutien politique.